# Metro v Ankaře

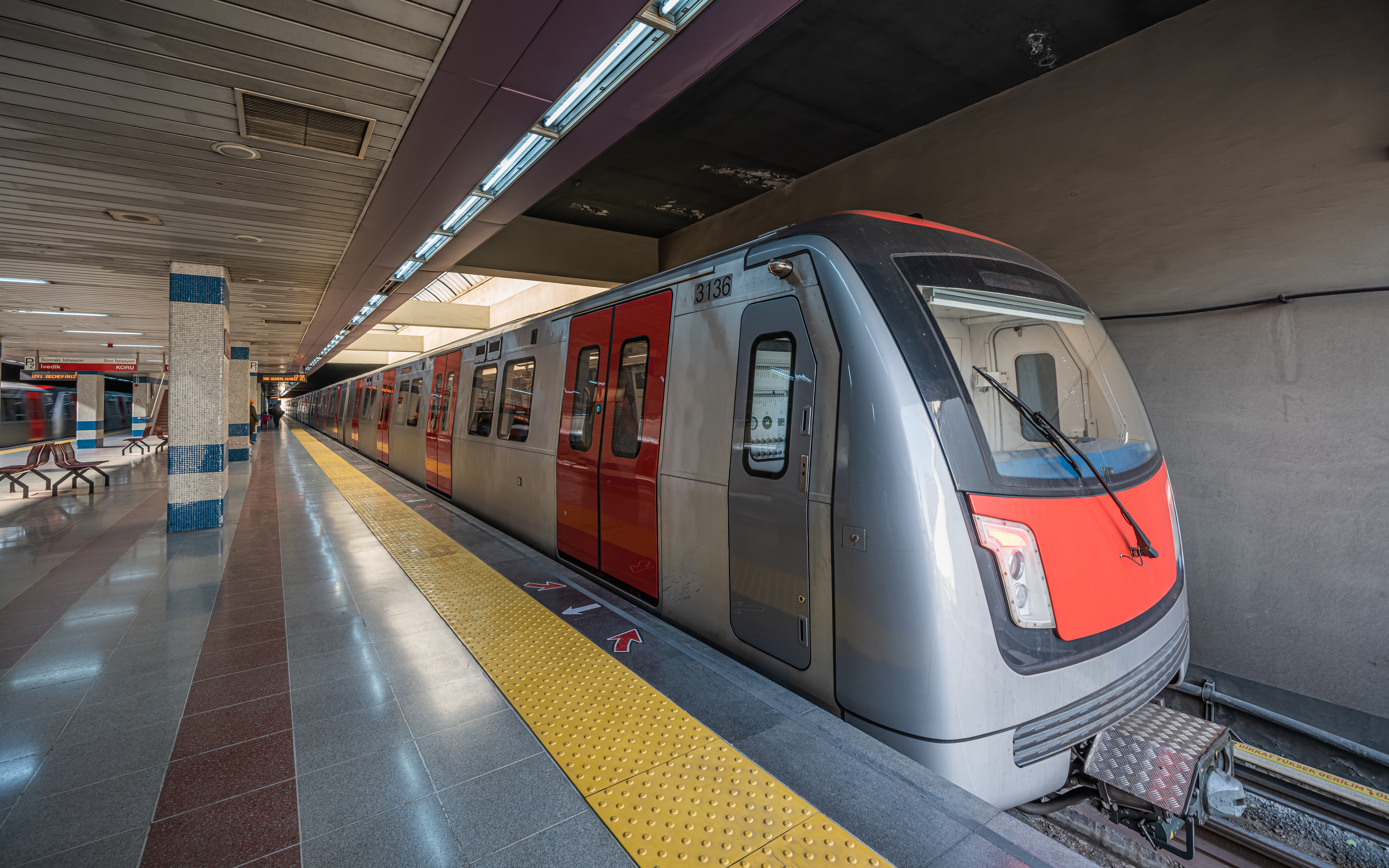
Stanice Yenimahalle

Metro v Ankaře tvoří čtyři provozované podzemní linky (není-li započítáno lehké metro Ankaray).
Ankarské metro bylo otevřeno v roce 1996 a za jeho prvních jedenáct let provozu se rozrostla jeho délka na 14,7 km. Jeho jediná linka spojuje centrum města s čtvrtí Batıkent. Není však celé v podzemí; v tunelu je vedeno pouze 6,5 km tratí, zbytek je povrchový či nadzemní, vedený na estakádě. Cestujícím může sloužit až 36 vlaků (celkem 108 vagonů) a 12 stanic. 